# Eleonora Costi
Eleonora Costi (Mirandola, 17 agosto 1983) è un'ex cestista italiana.
Ala di 180 cm, ha giocato in Serie A1 femminile con Cavezzo.

## Carriera
Ha da sempre giocato con la squadra di Cavezzo. Con le giovanili è arrivata a una finale nazionale, ha esordito a sedici anni in Serie A2, ha disputato un All-Star Game e conquistato due promozioni in A1, di cui una vanificata dalla mancata iscrizione.
Dall'estate del 2009 gioca in Serie A2 con la Libertas Basket Bologna. Con le emiliane ha vinto due Coppa Italia di Serie A2: nel 2010 (di cui è stata anche MVP) e nel 2012.
Nel 2012-13 passa a Vigarano, con cui vince la Coppa Italia di Serie A3 ed è promossa in Serie A2.

## Palmarès
- Campionato italiano di Serie A2: 2
Basket Cavezzo: 2004-05, 2008-09
- Campionato italiano di Serie A3: 1
Pall. Vigarano: 2012-13
- Coppa Italia di Serie A2: 2
Libertas Bologna: 2010, 2012
- Coppa Italia di Serie A3: 1
Pall. Vigarano: 2013